# Ribeirão das Neves
Ribeirão das Neves est une ville brésilienne du centre de l'État du Minas Gerais. Elle se situe à une latitude de 19° 46' 01" sud et une longitude de 44° 05' 13" ouest. Sa population était estimée à 322 969 habitants en 2006. La municipalité s'étend sur 154 km2.
La ville fait partie de la région métropolitaine de Belo Horizonte.

## Économie
Considérée partiellement comme une ville-dortoir, du fait que la plupart de ces citoyens vont travailler dans la capitale Belo Horizonte, elle abrite néanmoins plusieurs usines et diverses activités commerciales qui lui donnent une certaine force économique.
Ribeirão das Neves est connue aussi pour accueillir la majorité des prisons de l'État de Minas Gerais.

## Maires
| Période | Période | Identité       | Étiquette | Qualité |
| ------- | ------- | -------------- | --------- | ------- |
| 2013    | 2016    | Daniela Corrêa | PT        |         |

## Personnalités
- Maicon Siqueira (1993-), taekowndoîste brésilien, médaillé olympique